# Psychotria cyanocarpa
Psychotria cyanocarpa là một loài thực vật có hoa trong họ Thiến thảo. Loài này được auct. miêu tả khoa học đầu tiên năm 1869.